# Домбровське (Олецький повіт)
Домбровське (пол. Dąbrowskie, нім. Dombrowsken) — село в Польщі, у гміні Олецько Олецького повіту Вармінсько-Мазурського воєводства. Населення — 258 осіб (2011).
У 1975—1998 роках село належало до Сувальського воєводства.

## Демографія
Демографічна структура станом на 31 березня 2011 року:
|          | Загалом | Допрацездатний вік | Працездатний вік | Постпрацездатний вік |
| -------- | ------- | ------------------ | ---------------- | -------------------- |
| Чоловіки | 136     | 40                 | 87               | 9                    |
| Жінки    | 122     | 38                 | 61               | 23                   |
| Разом    | 258     | 78                 | 148              | 32                   |